# Еббе Де Вламінк
Е́ббе Де Вла́мінк (нід. Ebbe De Vlaeminck; нар. 4 листопада 2005) — бельгійський футболіст, воротар клубу «Кортрейк».

## Клубна кар'єра
Виступав за юнацьку команду «Метьєсланд», звідки перейшов до академії «Кортрейка». 31 травня 2024 року підписав з клубом свій перший професіональний контракт, що розрахований до літа 2026 року з опцією продовження ще на два сезони.
6 квітня 2025 року дебютував в основному складі «Кортрейка» в матчі Про-ліги проти клубу «Сінт-Трейдена», замінивши травмованого Люку Пірара на початку другого тайму.

## Особисте життя
Плімінник колишнього футболіста Філібера Де Вламінка, відомого виступами за «Екло» та «Серкль» (Брюгге).

## Статистика виступів
Станом на 10 травня 2025
| Клуб              | Сезон             | Чемпіонат         | Чемпіонат | Чемпіонат | Кубок | Кубок | Єврокубки | Єврокубки | Інші  | Інші | Всього | Всього |
| Клуб              | Сезон             | Дивізіон          | Матчі     | Голи      | Матчі | Голи  | Матчі     | Голи      | Матчі | Голи | Матчі  | Голи   |
| ----------------- | ----------------- | ----------------- | --------- | --------- | ----- | ----- | --------- | --------- | ----- | ---- | ------ | ------ |
| Кортрейк          | 2024–25           | Про-ліга          | 5         | −6        | 0     | 0     | —         | —         | —     | —    | 5      | −6     |
| Всього за кар'єру | Всього за кар'єру | Всього за кар'єру | 5         | −6        | 0     | 0     | 0         | 0         | 0     | 0    | 5      | −6     |